# Escudo de Venezuela
El escudo de armas de la República Bolivariana de Venezuela es el emblema heráldico que representa al país, y que constituye, junto con la bandera y el himno nacional, los símbolos patrios de Venezuela. Con ligeras variantes, el escudo aprobado en 1836 por el Congreso es el mismo vigente hasta la actualidad.

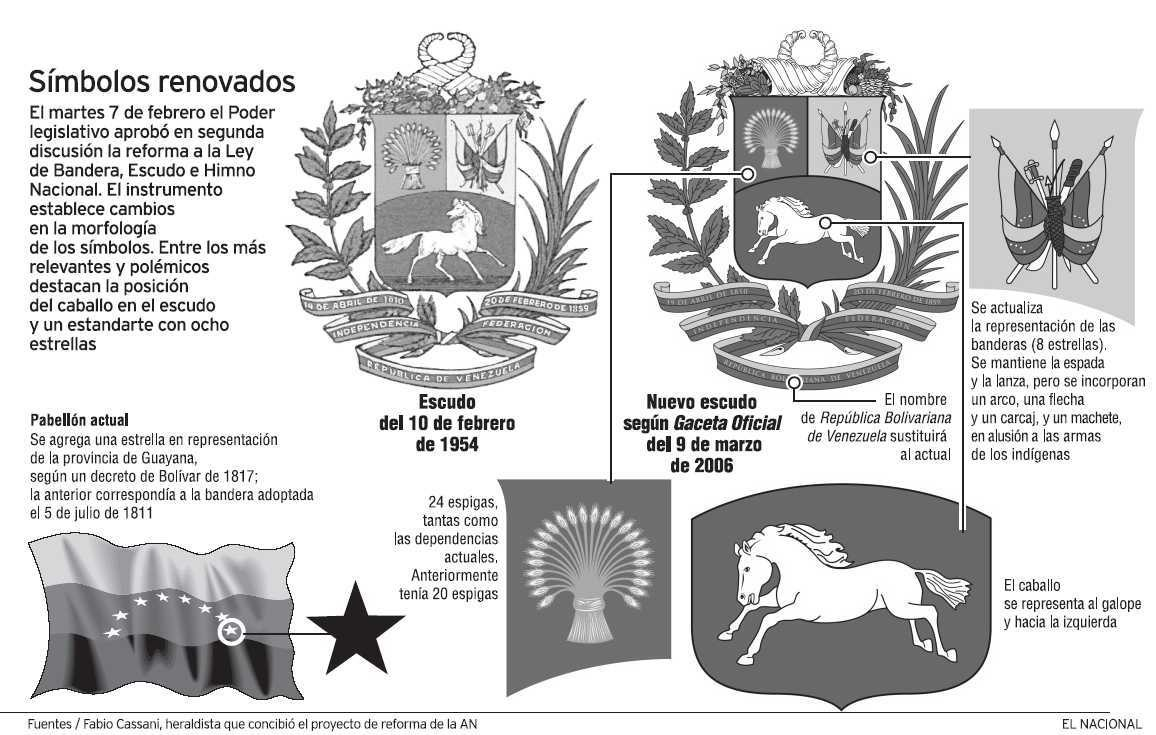
El Nacional, 12 de marzo de 2006

Señor: ¡Dichoso el ciudadano que bajo el escudo de las armas a su mando, ha convocado la Soberanía Nacional para que ejerza su voluntad absoluta!
Simón Bolívar.

## Historia

### Escudo de Francisco de Miranda
El 19 de mayo de 1801 en Londres, Francisco de Miranda presentó un proyecto de materiales y equipos que necesitaba para su ejército, denominado «colombiano», e incluía entre otras cosas, el escudo de armas o «figura de la libertad». Su diseño era la de: «una india, un pergamino con la inscripción Colombia, y junto a ella un niño alado que carga en la mano izquierda el clarín de la paz y en la derecha, otro pergamino en que se lee: Constitución de Venezuela»

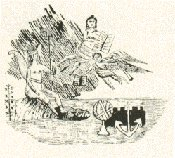
Figura de la libertad por Francisco de Miranda (1801).

### Sellos de la Primera República
Tan pronto como estalló la Revolución del 19 de abril de 1810, y una vez declarada la Independencia de Venezuela el 5 de julio de 1811 y establecido el nuevo gobierno, comprendieron los honorables legisladores que necesitaban un sello de armas, por tal contingencia, el 27 de agosto de 1811 por ley aparecieron tres Sellos de Venezuela que caracterizaron los documentos e impresiones oficiales; dos que fueron usados en el papel moneda de la revolución venezolana, y el otro diseñado por Francisco de Miranda.

#### Sellos del Papel Moneda de las Rentas Nacionales de la Confederación Venezolana
El primero de ellos consiste en un 19 en el centro de un sol, cuyos manojos de rayos constituían o representaban el número de las provincias que habían aceptado el movimiento revolucionario. Circundaban al mismo tiempo el número 19, siete estrellas, que a la vez eran también circundadas por la inscripción siguiente: «ESTADOS UNIDOS DE VENEZUELA-1811»; el segundo, un paisaje marino con buques y palmeras, sirviéndole de orla el número 19 y la leyenda : «PENA DE MUERTE AL FALSIFICADOR».

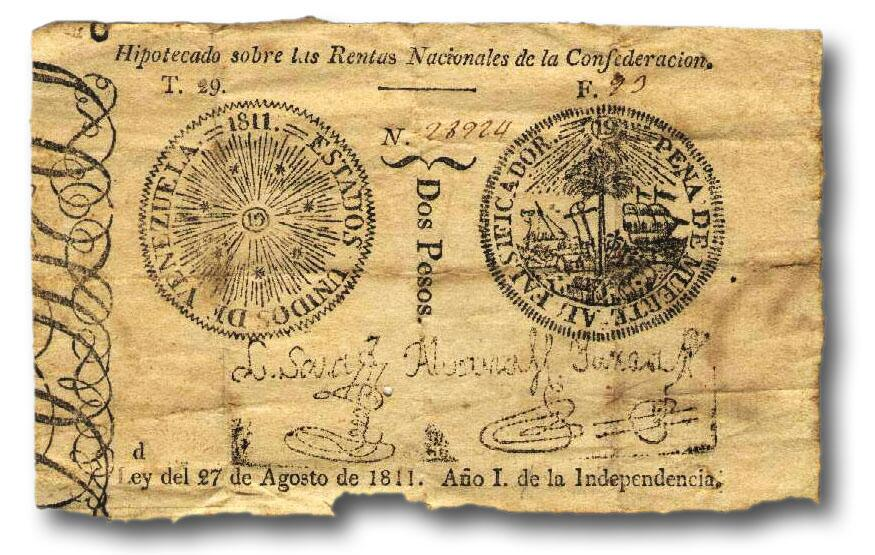
Papel moneda de Venezuela (1811-1812).
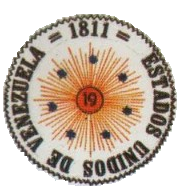
Primer Sello del papel moneda Venezolano (1811-1812).
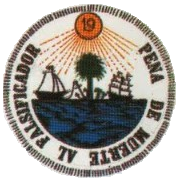
Segundo Sello del papel moneda Venezolano (1811-1812).

#### Sello de Francisco de Miranda
Consistió en la imagen de una india rigurosamente armada con su característico equipo de guerra, portando en la diestra un asta coronada por el gorro frigio de la libertad y en la siniestra una rama de laurel.

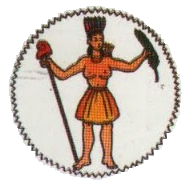
Tercer Sello de Venezuela (1811).

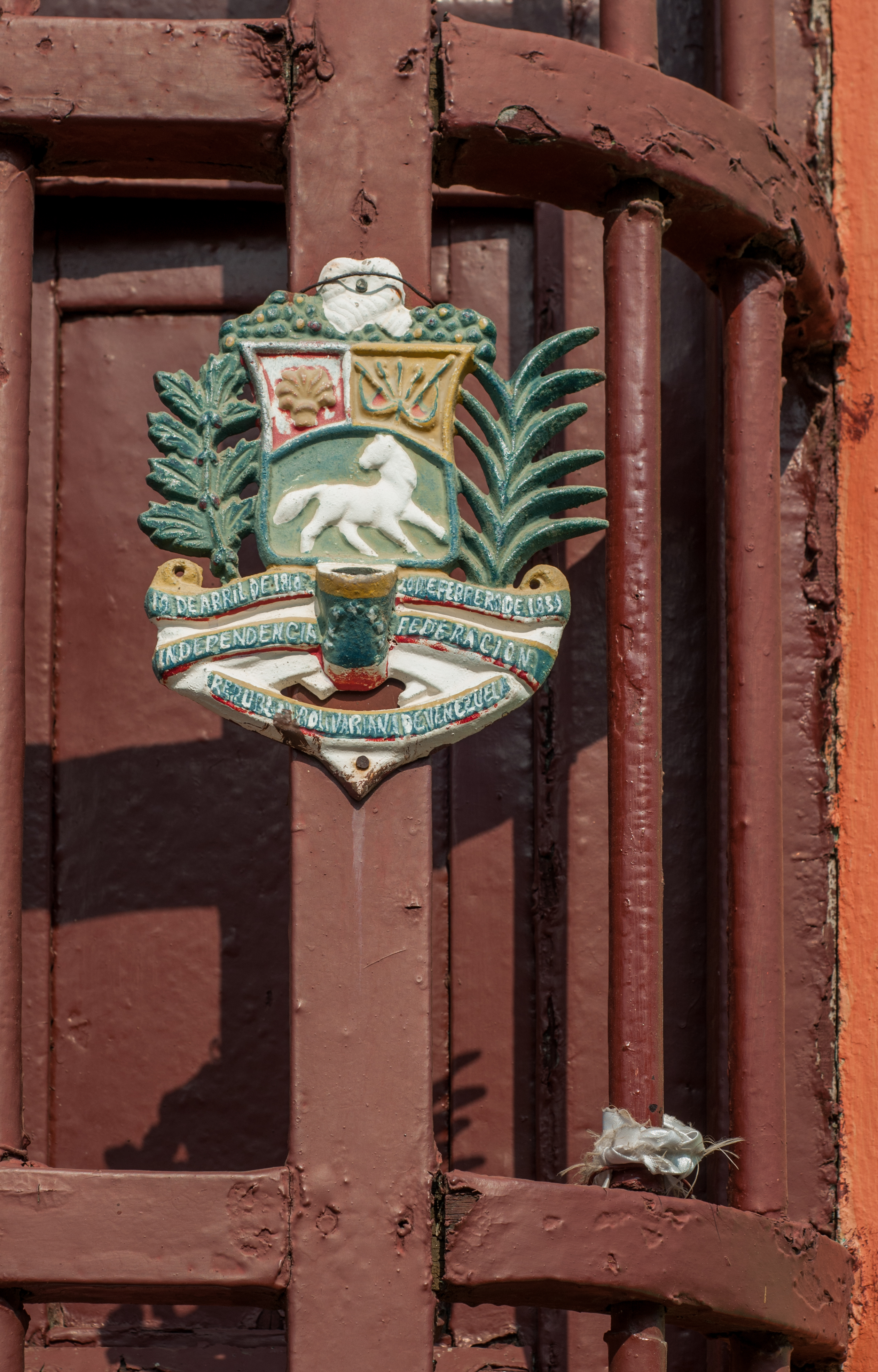
Presente en la cultura Venezolana, cada casa suele tener un escudo, en el cual se suele colgar el pabellon nacional en días feriados.

### Escudos de la Primera República

#### Escudo de 1811
Al aprobarse el diseño de bandera nacional presentado el 9 de julio de 1811 por los diputados; general Francisco de Miranda y el vicealmirante Lino de Clemente, figuraba en ella el siguiente escudo de armas; un rectángulo con una india, sentada en una roca, con un asta que remataba un gorro frigio en la mano derecha, y el sol que se asoma sobre el horizonte; junto a la india, emblemas de comercio, las ciencias y las artes; un caimán y vegetales; detrás de ella la inscripción «Venezuela» y a sus pies una cinta con la palabra «Colombia», la cual equivalía en ese entonces a escribir América.

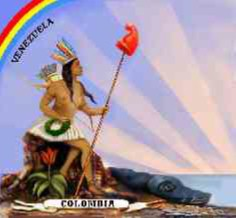
Escudo de Armas de Venezuela (1811-1812).

#### Escudo de 1812

Escudo de Armas de la Primera República (1812).

El 15 de febrero de 1812, el Congreso Constituyente cambió el escudo de la india a uno que era un cóndor que sostenía en sus garras izquierdas flechas y en las derechas un caduceo coronado de un gorro frigio. En el pecho del cóndor había un sol que tenía como centro un número 19, que recordaba el 19 de abril. Sobre el cóndor había un lema en latín que rezaba: Concordia Res Parve Crescunt traducible como «Los estados pequeños se engrandecen con la concordia».

Modelo de escudo para la Confederación de Venezuela.

En sesión ordinaria de ese día ha aprobado el Congreso el modelo de escudo para la Confederación de Venezuela, presentado por los honorables diputado Sata y Secretario, que consiste en un cóndor volando, que tiene en su seno una empresa compuesta de un gran luminar, en cuyo centro se ve el memorable 19, y alrededor tantas estrellas como provincias componen la Confederación; en una de sus garras el caduceo de Mercurio, con el gorro de la libertad y en la otra tantas flechas como estrellas hay en la empresa. Sobre la cabeza del ave se leerá en arco esta inscripción: Concordia res parve crescunt. Su traducción significa Los estados pequeños se engrandecen con la concordia. Comuníquese al respetable Poder Ejecutivo para que, teniéndolo por divisa general de la Confederación, disponga se use de él en los sellos, actos, tribunales y oficinas del Estado.
Congreso Constituyente, 15 de febrero de 1812.

### Escudos de la Gran Colombia

#### Escudo de 1819

Escudo de Armas de la Gran Colombia (1819-1821).

En 1819, el Congreso de Angostura, al dictar la Ley Fundamental de Colombia, dispuso que el sello de la Gran República sería decretado por el Congreso General y que, entre tanto, se continuaría usando el de Venezuela por ser más conocido.

Ley Fundamental de la República de Colombia
El Soberano CONGRESO de VENEZUELA á cuya autoridad han querido voluntariamente
sujetarse los PUEBLOS de la NUEVA GRANADA recientemente libertados por las ARMAS de
la REPÚBLICA:
CONSIDERANDO
1°
Que reunidas en una sola República las Provincias de Venezuela y de la Nueva Granada tienen todas las proporciones y medios de elevarse al más alto grado de poder y prosperidad:
2°
Que constituidas en Repúblicas separadas, por más estrechos que sean los lazos que las unan,
bien lejos de aprovechar tantas ventajas, llegarían difícilmente á consolidar y hacer respetar su Soberanía:
3°
Que estas verdades altamente penetradas por todos los hombres de talentos superiores, y de un ilustrado patriotismo, habían movido los Gobiernos de las dos Repúblicas á convenir en su reunión, que las vicisitudes de la guerra impidieron verificar:
Por todas estas consideraciones de necesidad y de interés recíproco, y con arreglo al informe de una Comisión Especial de Diputados de la Nueva Granada y de Venezuela, 
en el Nombre y bajo los Auspicios del
SER SUPREMO,
Ha decretado y decreta la siguiente Ley Fundamental de la REPÚBLICA de COLOMBIA:
Artículo 1°
Las Repúblicas de Venezuela y la Nueva Granada quedan desde este día reunidas en una sola bajo el Título glorioso de REPÚBLICA DE COLOMBIA:
Artículo 10°
Las Armas y el Pabellón de COLOMBIA se decretarán por el Congreso General, sirviéndose entretanto de las Armas y Pabellón de Venezuela por ser más conocido.
Congreso de Angostura, 17 de diciembre de 1819.

#### Escudo del 13 de junio de 1821

Escudo de Armas de la Gran Colombia (1821).

En 1821 se decretó que provisionalmente se usaría el escudo de armas de la Nueva Granada, apareciendo luego este; un cuartel y en la parte superior un cóndor en la misma posición que el descrito anteriormente, pero llevando en la extremidad derecha una espada, y en la izquierda una granada. Sobre el cóndor, una corona de laureles, de donde parten en arco dos cintas, que luego se juntan en la parte inferior, donde se adhiere una estrella de libertadores, «divisándose en la cinta la siguiente inscripción: Uixit et Uincit et Amore Patriae (en español: Vivió y murió, y ello, por amor a la Patria)», y en la parte inferior del escudo diez estrellas y una luna llena.

ART. 11. Mientras el congreso no decrete las armas y el pabellon de COLOMBIA, se continuará usando de las armas actuales de Nueva Granada y pabellon de Venezuela.
Congreso de Cúcuta, 12 y 13 de junio de 1821.

#### Escudo del 4 de octubre

Escudo de Armas de la Gran Colombia (1821-1830).

El 4 de octubre del mismo año, el Congreso Constituyente reunido en la Villa del Rosario de Cúcuta decretó el nuevo escudo de armas que debía de sustituir al de Nueva Granada: «dos cornucopias llenas de frutos y flores de los países fríos, templados y cálidos (como signos de la abundancia, símbolos de fuerza y unión), un hacecillo de lanzas con la segur atravesada, arcos y flechas enlazados, atados con cinta tricolor en la parte inferior», todo dentro de otro mayor: en el espacio comprendido entre ambos, la inscripción siguiente: República de Colombia.

DESIGNANDO LAS ARMAS DE LA REPÚBLICA
El Congreso general de Colombia
ConsiderandoQue por el articulo 11.° de la ley fundamental de la República le corresponde designar las armas, que deben distinguirla en lo venidero entre las naciones independientes de la tierra, ha venido en decretar y decreta lo siguiente:

ART. 1. Se usará en adelante en lugar de armas de dos cornucopias llenas de frutos y flores de los países fríos, templados y cálidos, y de las FASCES COLOMBIANAS, que se compondrán de un hacecillo de lanzas con la segur atravesada, arcos y flechas cruzados, atados con cinta tricolor por la parte inferior.
Congreso de Cúcuta, 4 de octubre de 1821.

### Escudo de 1830
El 14 de septiembre de 1830 en el Congreso Constituyente reunido en Valencia, el representante de la Provincia de Mérida, doctor Juan Dios Picón, apoyado por varios diputados, presentó un proyecto de decreto que designaba el escudo de armas de la república y sometido a la consideración del soberano cuerpo fue admitido, disponiendo el presidente del Congreso, doctor Miguel Peña, que se pusiese para la primera discusión al orden del día. En la sesión de la noche del 29 del mismo mes se procedió a la segunda discusión y pasaron todos sus artículos sin modificaciones a la tercera, que tuvo lugar el día 13 de octubre.
En la sesión de ese día, el diputado, general «Francisco Avendaño» propuso la moción siguiente:

El Escudo de Armas para el Estado de Venezuela, será provisionalmente hasta la reunión de las próximas legislaturas el mismo de Colombia, con la diferencia que las cornucopias serán vueltas abajo, y en la parte interior del óvalo llevará la inscripción siguiente «Estado de Venezuela».
General Francisco Avendaño, 13 de octubre de 1830.

Escudo de Armas provisional de Venezuela (1830-1836).

Discutida suficiente la materia, fue sancionada la modificación del general «Avendaño» el día 14 de octubre por el presidente del Estado de Venezuela, general José Antonio Páez y el secretario interino del estado en el despacho del interior Antonio Leocadio Guzmán.

Art. 1° El escudo de armas para el Estado de Venezuela, será desde la publicación de este decreto, el mismo de Colombia, con la diferencia que en campo de oro las cornucopias serán vueltas para abajo, y en la parte inferior de la orla llevarán la inscripción Estado de Venezuela. Regirán en clase de provisionales hasta que la próxima legislatura determine sobre la materia.
Decreto N.º 54 del 14 de octubre de 1830.

Posteriormente llegó a usarse sin el óvalo, con las cornucopias en campo de oro y orlado por esta divisa: República de Venezuela.

### Escudos de 1834 y 1836

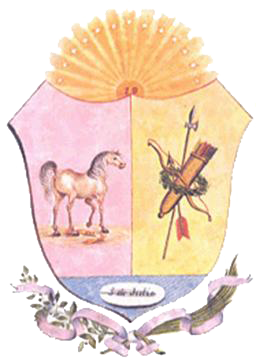
Escudo de armas de la Cámara del Senado (1834-1836).

En 1834, el Senado de la República proyectó el siguiente escudo de armas:

Articulo 1°.- Las armas de Venezuela serán un Escudo patrio, que llevará en punta sobre campo de gules un caballo de oro como símbolo de la Independencia.

En el cantón siniestro sobre campo de oro las armas vencedoras de Venezuela, coloridas de azur y sable orladas por una corona de sínople simbolizando el triunfo y en una base de azur, un óvalo inscrito en plata.
Articulo 2°.- El Escudo llevará por timbre el sol naciente con trece estrellas de oro en sus rayos, que representan el sistema centro-federal de Venezuela y en el centro la inscripción 19, en conmemoración del 19 de abril.

El Escudo tendrá por su parte inferior palma y laurel de sínople simbolizando la paz atadas con lambrequín de púrpura.
Senado de la República, 1834.

En 1836, la Cámara de Representantes nombró una comisión especial compuesta por los diputados de las provincias de Caracas y Barinas; Manuel Felipe de Tovar y Antonio Febres Cordero. Estos le hicieron algunas modificaciones al proyecto del Senado y se asesoraron, para efectos de heráldica y de dibujo, con el diplomático británico sir Robert Ker Porter y el artista venezolano don Carmelo Fernández.

Escudo de Armas de Venezuela (1836-1863).

El 18 de abril de ese mismo año, el soberano Congreso, basado en el proyecto presentado por la comisión, dictó un decreto, que fue refrendado el día 20 por el vicepresidente de la República encargado del Poder Ejecutivo, Andrés Narvarte:

El Senado y la Ca. de R. de la Ra. de Venezuela reunidos en Congreso, considerando: Que el decreto de 14 de Octubre de 1830 designó provisionalmente el escudo de armas de la República dejando el Congreso Constituyente a los constitucionales la facultad de fijarlo de un modo permanente, decretan:

Art. 1° Las armas de Venezuela serán un escudo, cuyo campo llevará los colores del pabellón venezolano en tres cuarteles. El cuartel de la derecha será rojo, y en él se colocará un manojo
de mieses, que tendrá tantas espigas cuantas sean las provincias de Venezuela, simbolizándose
a la vez la unión de éstas bajo su sistema político y la riqueza de su suelo. El de la izquierda
será amarillo y como emblema del triunfo llevará armas y pabellones enlazados con una corona
de laurel. El tercer cuartel que ocupará toda la parte inferior será azul y contendrá un caballo
indómito blanco, empresa de la Independencia. El escudo tendrá por timbre el emblema de la
abundancia que Venezuela había adoptado por divisa, y en la parte inferior una rama de laurel
y una palma atadas con giras azules y encarnadas, en que se leerán en letras de oro las
inscripciones siguientes: Libertad – 19 de abril de 1810 – 5 de julio de 1811.
Art. 2° El pabellón nacional será sin alteración alguna el que adoptó Venezuela desde el año de
1811 en que se proclamó su independencia, cuyos colores son amarillo, azul y rojo en listas
iguales horizontales y en el orden que quedan expresados de superior a inferior.
Art. 3° Las banderas que se enarbolen en los buques de guerra, en las fortalezas y demás
parajes públicos, y las que desplieguen los agentes de la República en países extranjeros,
llevarán las armas de la Nación en el tercio del color amarillo inmediato a la asta.
Art. 4° Se colocarán las armas nacionales en las salas y puertas exteriores del Congreso, del
Poder Ejecutivo, diputaciones provinciales, concejos municipales, tribunales de justicia y demás oficinas públicas.

Art. 5° Se deroga el decreto de 14 de Octubre de 1830. Dado en Caracas a 18 de abril de 1836, 7° y 26°.
Decreto N° 213 del 18 de abril de 1836.

### Escudo de 1863

Escudo de armas de Venezuela (1863-1905).

Al triunfar la Guerra Federal, el presidente de la Federación Venezolana, mariscal Juan Crisóstomo Falcón decretó el 29 de julio de 1863 que, en lugar de la inscripción «Libertad», se colocase el lema de los liberales; «Dios y Federación», y una vez aprobada la Constitución Federal, la fecha de la misma fuese colocada en una de las orlas, en sustitución de la del 19 de abril de 1810; hubo también algún otro cambio más sutil, como fue el de transformar en amarilla (color de los federalistas) la cinta encarnada (color de los centralistas) que ataba las ramas de oliva y palma.
La Constitución fue promulgada el 28 de marzo de 1864, por lo cual se colocó esa fecha en el Escudo Nacional.

Juan C. Falcón, Presidente de la Federación venezolana, considerando: 1° Que es de necesidad determinar la colocación de las siete estrellas con que los pueblos han distinguido el pabellón nacional en la gloriosa guerra de la Federación: 2° Que la transformación política que ha verificado la República, obliga del mismo modo á hacer las correspondientes modificaciones al escudo de armas fijado por acto legislativo de 20 de abril de 1836, decreto:

Artículo 1°: El pabellón nacional será el tricolor que adoptó Venezuela al declararse independiente;
cuyos colores son amarillo, azul y rojo, en listas de igual latitud horizontales y en el orden que quedan expresadas de superior a inferior.
Artículo. 2°: Las siete estrellas se colocarán en medio de la lista azul, formando seis una circunferencia y la séptima en el centro de ella.
Artículo 3º: Las armas de la Federación Venezolana serán el mismo escudo que ha usado hasta hoy la República, dividido en tres cuarteles. El cuartel de la derecha será rojo y en él se colocará un manojo de mieses que tendrá tantas espigas cuanto sean los estados de la Federación. El de la izquierda será amarillo, y como emblema del triunfo llevará armas y pabellones enlazados con una corona de laurel. El tercer cuartel que ocupará toda la parte inferior será azul, y contendrá un caballo indómito blanco, como símbolo de la independencia y de la libertad. El escudo tendrá por timbre el emblema de la abundancia, y en la parte inferior una rama de café y una rama de caña de azúcar atadas con tiras azules y amarillas, en que se leerán las inscripciones siguientes: en el centro, Dios y Federación; a la izquierda 5 de julio de 1811-Independencia; a la derecha, la fecha en que se promulgue la Constitución de los Estados Unidos de Venezuela.- Libertad. 
Artículo 4º: El presente decreto será autorizado por todos los Secretarios de Estado.

Dado en Caracas a 29 de Julio de 1863, año 5º de la Federación. J.C. Falcón.-  Por el Ciudadano Presidente.- El Secretario de lo Interior y Justicia, Mariano de Briceño.- El Secretario de Hacienda y Relaciones Exteriores, Antonio Guzmán Blanco.- El Secretario de Guerra y Marina, Manuel E. Bruzual.- El Secretario de Fomento, Guillermo Iribarren.
Decreto N° 1353 del 29 de julio de 1863.

### Escudo de 1905

Escudo de armas de Venezuela (1905-1930).

El 28 de marzo de 1905, el presidente provisional de los Estados Unidos de Venezuela, general Cipriano Castro decretó varias modificaciones que afectaron el orden de los colores en los 2 primeros cuarteles del Escudo, siendo sustituida también la fecha de la Constitución Federal (28 de marzo de 1864) por la de la libertad de los esclavos (24 de marzo de 1854).

El Escudo de Armas de los Estados Unidos de Venezuela llevará en su campo los colores del Pabellón Nacional, en tres cuarteles: el de la derecha será rojo, y en él se colocará un manojo de mieses, que tendrá siete espigas; el de la izquierda será amarillo, y como emblema del triunfo, llevará armas y dos pabellones nacionales enlazados con una corona de laureles; el tercer cuartel, que ocupará toda la parte inferior, será azul y contendrá un caballo indómito blanco, símbolo de la Independencia y libertad. El Escudo tendrá por timbre el emblema de la abundancia, y en la parte inferior una rama de café y una rama de caña de azúcar, atada con cintas que deben tener los colores nacionales y llevará en letras de oro las inscripciones siguientes: en el centro del Escudo, «Dios y Federación»; a la derecha de éste, «5 de julio de 1811 - Independencia», y a la izquierda, «24 de marzo de 1854 - Libertad».
Cipriano Castro, 28 de marzo de 1905.

### Escudo de 1930

Escudo de armas de Venezuela (1930-1954).

El 15 de julio de 1930 fue aprobada otra ley que convirtió en tricolores las cintas que ataban los ramos al pie del Escudo, y dispuso que este llevase en la franja azul las inscripciones: «19 de abril de 1810 Independencia» (a la derecha); «20 de febrero de 1859 Federación (a la izquierda); «E.E.U.U. de Venezuela» (en el centro).

EL CONGRESO DE LOS ESTADOS UNIDOS DE VENEZUELA,
Decreta:
La siguiente:
LEY DE BANDERA, ESCUDO E HIMNOS NACIONALES
Capítulo I:
De la Bandera Nacional.
Capítulo II:
Del Escudo Nacional
Artículo 9º: El Escudo de Armas de los Estados Unidos de Venezuela llevará en su campo los colores del Pabellón Nacional en tres cuarteles.
El cuartel de la izquierda será rojo y contendrá un manojo de mieses que simbolizarán la unión de los Estados de la República y la riqueza de su suelo.
El cuartel de la derecha será amarillo y como emblema del triunfo llevará armas y dos pabellones nacionales enlazados con una corona de laurel.
El tercer cuartel será azul, ocupará toda la parte inferior del Escudo y contendrá de derecha a izquierda, pero mirando hacia la derecha, un caballo indómito blanco, como símbolo de la Independencia y Libertad.
El Escudo tendrá por timbre en su parte superior el emblema de la abundancia, con dos cornucopias vueltas para abajo, llenas de frutos y flores de los países fríos, templados y cálidos. En la parte inferior llevará una rama de cafe y una rama de caña de azúcar atadas con cintas con los colores del Pabellón Nacional. La cinta azul llevará las siguientes inscripciones, en letras de oro, a la derecha: «19 de abril de 1810 - Independencia». A la izquierda: «20 de febrero de 1859 - Federación»; y en el centro «E.E.U.U. de Venezuela».
Capítulo III:
Del Himno Nacional.
Artículo 13º: Se deroga el Decreto de 28 de Marzo de 1905 y las demás disposiciones sobre esta materia. 
Dada en el Palacio Legislativo, en Caracas, a los quince días del mes de Julio de Mil Novecientos Treinta. Año 121º de la Independencia y 72º de la Federación. 
El Presidente, (L.S.) Pedro N. Pereira - El Vicepresidente, Héctor Sánchez Becerra - Los Secretarios, Pablo Godoy Fonseca, A. Pulido Villafante. 
Palacio Federal, en Caracas, a los diez y siete días del mes de Julio de Mil Novecientos Treinta. Año 121º de la Independencia y 72º de la Federación. Ejecútese y cuídese de su ejecución. 

(L.S.) J. B. Guillermo, Refrendado - El Ministro de Relaciones Interiores, (L.S.) Rubén González."
Congreso Nacional, 15 de julio de 1930.

### Escudo de 1954

Escudo de Armas de Venezuela (1954-2006).

El 9 de abril de 1953, la Asamblea Constituyente acordó por unanimidad, cambiar el nombre de EE. UU. de Venezuela, por el de «República de Venezuela» y, el 17 de febrero de 1954 fue dictada la resolución presidencial modificando la Ley de Bandera, Escudo e Himno Nacionales que, resumiendo señala lo siguiente: Las cintas son iguales a las anteriores pero la central dice: República de Venezuela.

LEY DE BANDERA, ESCUDO E HIMNOS NACIONALES
El Congreso de la República de Venezuela Decreta: la siguiente LEY DE BANDERA, ESCUDO E HIMNOS NACIONALES
Capítulo I
De los Símbolos de la Patria
Artículo 1º- La Bandera Nacional, el Escudo de Armas de la República y el Himno Nacional son los símbolos por todos los venezolanos y respetados por los ciudadanos de los demás países.
Capítulo II
De la Bandera Nacional
Artículo 2º- La Bandera Nacional es la que adoptó el Congreso de la República en 1811, formada por los colores amarillo, azul y rojo, en franjas unidas, iguales y horizontales, en el orden que queda expresado, de superior a inferior.
La Bandera Nacional que usar n la Presidencia de la República y las Fuerzas Armadas Nacionales, así como la que se enarbole en los Edificios Públicos Nacionales, Estadales y Municipales, llevar el Escudo de Armas de Venezuela en el extremo de la franja amarilla cercano al asta y, en medio del azul, siete estrellas blancas de cinco puntas, colocadas en arco de círculo con la convexidad hacia arriba. La Bandera Nacional usada por la Marina Mercante sólo llevar las siete estrellas.
Artículo 3º- El Ejecutivo Nacional queda autorizado para reglamentar la forma y dimensiones que tendrán los estandartes, emblemas e insignias que lleven los colores de la Bandera Nacional, así como cualquier otro uso de ellos en condecoraciones e insignias.
Artículo 4º- Las Banderas, estandartes, emblemas e insignias de las Fuerzas Armadas Nacionales se regirán, en cuanto a forma, uso y dimensiones, por las leyes y reglamentos militares.
Artículo 5º- La Bandera Nacional deber enarbolarse:
1º-En el Palacio Legislativo durante las sesiones del Congreso Nacional, y en los edificios donde se reúnan las Asambleas Legislativas, mientras están en actividad.
2º-En las oficinas públicas nacionales, estadales y municipales, los días declarados de Fiesta Nacional y las demás fechas en que por Resoluciones especiales lo dispongan las autoridades competentes.
3º-En los edificios de las Embajadas, Legaciones, Consulados y Agencias del país en el Exterior, los días de Fiesta Nacional y cuando lo prescribe el Protocolo de cada país.
4º-En el edificio del Despacho del Presidente de la República, diariamente.
5º-En las Unidades de la Armada Nacional, las fortalezas y demás edificios militares en los casos determinados por las leyes y reglamentos pertinentes.
6º-En las naves mercantes venezolanas, en la forma y oportunidad que determinen las leyes y reglamentos sobre navegación.
Artículo 6º- Los venezolanos y los extranjeros residentes en Venezuela, enarbolarán la Bandera Nacional en sus casas particulares, oficinas y establecimientos, en los días de Fiesta Nacional y en aquellas oportunidades que señalen las autoridades competentes.
En estos casos, así como en los días de sus Fiestas Patrióticas, los extranjeros residentes en Venezuela, podrán también enarbolar la bandera de su nacionalidad, junto con la Venezuela, correspondiendo a esta última el puesto de honor, o sea el de la derecha extrema del sitio donde se enarbole.
Artículo 7º- Fuera de las oportunidades señaladas en los artículos anteriores, el uso de la Bandera Nacional o de sus colores no será permitido sino en los casos en que el Ejecutivo Nacional lo juzgue conveniente.
Artículo 8º- En desfiles o manifestaciones patrióticas, autorizadas por el Ejecutivo, donde vaya la Bandera Nacional en compañía de otras, ésta deberá estar colocada en sitio de honor, en el centro si son impares, y a la extrema derecha si son pares.
CAPÍTULO III
Del Escudo de Armas de la República
Artículo 9.- El Escudo de Armas de la República de Venezuela llevará en su campo los colores de la Bandera Nacional en tres cuarteles.
El cuartel de la derecha del Escudo será rojo y contendrá la figura de un manojo de espigas, como símbolo de la unión de los Estados de la República y de la riqueza de la Nación.
El cuartel de la izquierda será amarillo y como emblema del triunfo figurarán en él, armas y dos pabellones nacionales enlazados por una corona de laurel.
El tercer cuartel será azul, ocupará toda la parte inferior del Escudo y en él figurará, vuelta la cabeza a la derecha, la figura de un caballo indómito blanco, emblema de la Independencia y de la Libertad.
El Escudo tendrá por timbre, como símbolo de la abundancia, las figuras de dos cornucopias entrelazadas en la parte media, vueltas hacia abajo y en sus partes laterales las figuras de una rama de café a la derecha y de una rama de caña de azúcar a la izquierda atadas por la parte inferior del Escudo con una cinta que lleva los colores nacionales. En la franja azul de la cinta se pondrán las siguientes inscripciones en letras de oro: a la derecha del Escudo, "19 de Abril de 1810", "Independencia", a la izquierda, "20 de Febrero de 1859", "Federación", y en el centro "República de Venezuela".
Artículo 10.- El Escudo deberá colocarse en puesto de honor en todas las oficinas públicas nacionales, estadales y municipales, en los Cuarteles y en las Unidades de la Armada Nacional.
Artículo 11.- El Escudo de Armas de la República, se usará en la correspondencia y publicaciones oficiales de los Poderes Públicos Nacionales y en los demás casos en que lo autorice el Ejecutivo Nacional.
CAPÍTULO IV
Del Himno Nacional
Artículo 12.- El Himno de la República de Venezuela es el canto patriótico conocido con el nombre tradicional de "Gloria al Bravo Pueblo".
Artículo 13.- El Himno Nacional debe ser tocado en los casos siguientes:
1º-Para tributar honores a la Bandera Nacional.
2º-Para rendir homenaje al Presidente de la República.
3º-En los actos oficiales de solemnidad.
4º-En los actos públicos que se lleven a efecto en los Estados y Territorios de la República para la conmemoración de las fechas históricas de la Patria, y en aquellos que determine el Reglamento de la presente Ley.
5º-En los casos que prevean otras leyes de la República.
CAPÍTULO V
Disposiciones penales
Artículo 14.- Quienes no cumplan la obligación de enarbolar la Bandera Nacional en las ocasiones fijadas por esta Ley, o la enarbolen sin la debida pulcritud, serán penados con multa de diez a cien bolívares, o arresto proporcional que les impondrá la Autoridad Civil de la respectiva localidad.
Artículo 15.- El uso de escudos que no reúnan las condiciones de decencia requeridas, será castigado con multa hasta de cien bolívares o arresto proporcional, que impondrá la primera Autoridad Civil de la respectiva localidad.
Artículo 16.- El que de alguna manera ultraje o menosprecie la Bandera, el Escudo y el Himno de la República ser castigado de conformidad con la Ley.
En ningún caso se permitirá a los partidos ni organizaciones políticas el uso de los símbolos de la Patria en concentraciones públicas y en propaganda proselitista.
Artículo 17.- El uso indebido de la Bandera, del Escudo o del Himno Nacionales ser penado con multa de cien a mil bolívares o arresto proporcional que impondrá la primera Autoridad Civil de la respectiva jurisdicción.
CAPÍTULO VI
Disposiciones generales
Artículo 18.- Salvo lo dispuesto en leyes y reglamentos especiales, al ser izada o arreada la Bandera Nacional, al paso de ésta, o al ser tocado el Himno Nacional en actos oficiales o públicos, toda persona deber estar de pie, inmóvil, y descubierta la cabeza.
Artículo 19.- Se deroga la Ley de Bandera, Escudo e Himno Nacionales de 22 de junio de 1942.
Disposición transitoria
Mientras se procede a modificar el Escudo usado hasta ahora en los sellos, membretes, especies fiscales y demás instrumentos oficiales, continuará con toda su fuerza y vigor el estampado en ellos, de conformidad con la Ley derogada.
Dada, firmada y sellada en el Palacio Federal Legislativo, en Caracas, a los diez días del mes de febrero de mil novecientos cincuenta y cuatro. Año 144º de la Independencia y 95º de la Federación.
El Presidente,
(L. S.)
CARLOS R. TRAVIESO.
El Vice-Presidente,
ÓSCAR RODRÍGUEZ GRAGIRENA
Los Secretarios,
HÉCTOR BORGES ACEVEDO, RAFAEL BRUNICARDI
Caracas, diez y siete de febrero de mil novecientos cincuenta y cuatro. Año 144º de la Independencia y 95º de la Federación.
Ejecútese y cuídese de su ejecución.
(L. S.)
MARCOS PÉREZ JIMÉNEZ
Gaceta Oficial N° 24.371 del 17 de febrero de 1954.

### Escudo Vigente

Escudo de Armas Vigente (2006-Presente).

El 7 de marzo del 2006 durante el gobierno del presidente de la República Bolivariana de Venezuela, Hugo Chávez por medio de la Asamblea Nacional, se aprobó la Ley de Bandera Nacional, Himno Nacional y Escudo de Armas de la República Bolivariana de Venezuela. 
El Heraldista Fabio Cassani Pironti, encargado por la Asamblea Nacional, realizó la reforma del escudo de armas nacional.
Esta ley entró en vigor, una vez que fue publicada en la Gaceta Oficial número 38.394 del 9 de marzo de 2006. El capítulo III, habla del escudo de Armas y dice lo siguiente:

LA ASAMBLEA NACIONAL
DE LA REPÚBLICA BOLIVARIANA DE VENEZUELA
Decreta
La siguiente,
LEY DE LA BANDERA NACIONAL, HIMNO NACIONAL Y ESCUDO DE ARMAS DE LA REPÚBLICA BOLIVARIANA DE VENEZUELA
Capítulo I
De los Símbolos de la Patria
Artículo 1. La Bandera Nacional, el Himno Nacional y el Escudo de Armas de la República Bolivariana de Venezuela son los símbolos de la Patria y deben ser venerados por todos los venezolanos y venezolanas, y respetados por los ciudadanos y ciudadanas de los demás países.
Artículo 2. Salvo lo dispuesto en leyes y reglamentos especiales, al ser izada o arriada la Bandera Nacional, al paso de ésta, o al ser interpretado el Himno Nacional en actos oficiales o públicos, toda persona debe estar de pie, inmóvil y descubierta la cabeza.
Capítulo II
De la Bandera Nacional
Artículo 3. La Bandera Nacional se inspira en la que adoptó el Congreso de la República en 1811. Está formada por los colores amarillo, azul y rojo, en franjas unidas, iguales y horizontales en el orden que queda expresado, de superior a inferior y, en el medio del azul, ocho estrellas blancas de cinco puntas, colocadas en arco de círculo con la convexidad hacia arriba. La Bandera Nacional que usen la Presidencia de la República y la Fuerza Armada Nacional, así como la que enarbole en los edificios públicos nacionales, estadales 'y municipales, deberá llevar el Escudo de Armas de la República Bolivariana de Venezuela en el extremo de la franja amarilla cercano al asta. La Bandera Nacional usada por la Marina Mercante solo llevará las ocho estrellas.
Artículo 4. La Bandera Nacional debe enarbolarse:
1. En el Palacio Federal Legislativo durante las sesiones de la Asamblea Nacional y en los edificios donde se reúnan los Consejos Legislativos, mientras estén en sesión.
2. En las oficinas públicas nacionales, estadales y municipales, los días declarados de Fiesta Nacional y las demás fechas en que por resoluciones especiales lo dispongan las autoridades competentes.
3.En los edificios de las embajadas, legaciones, consulados y agencias del país en el exterior, los días de Fiesta Nacional o cuando lo prescriba el protocolo de cada país.
4. En el edificio del Despacho del Presidente de la República Bolivariana de Venezuela,diariamente.
En las instalaciones de la Fuerza Armada Nacional, las fortalezas y demás edificios militares, en los casos determinados por las leyes y reglamentos pertinentes.
5. En las naves mercantes venezolanas, en la forma y oportunidad que determinen las leyes y reglamentos sobre navegación
Artículo 5. Los venezolanos y venezolanas, los extranjeros y extranjeras residentes en la República Bolivariana de Venezuela deben enarbolar la Bandera Nacional en sus casas particulares, oficinas y establecimientos, en los días de Fiesta Nacional y en aquellas oportunidades que señalen las autoridades competentes.
En estos casos, así como en los días de sus fiestas patrióticas, los extranjeros y extranjeras residentes en la República Bolivariana de Venezuela, podrán también enarbolar la bandera de su nacionalidad, junto con la de la República Bolivariana de Venezuela, correspondiendo a esta última el puesto de honor, o sea, el de la derecha extrema del sitio donde se enarbole.
Artículo 6. Todo venezolano o venezolana, extranjero o extranjera podrá hacer uso de la Bandera Nacional diariamente, siendo obligatorio su uso en aquellos días y condiciones señalados en esta Ley y su Reglamento.
Artículo 7. En desfiles y otros actos protocolares donde vaya la Bandera Nacional en compañía de otras, ésta deberá estar colocada en sitio de honor, en el centro si son impares, y a la extrema derecha si son pares.
Capítulo III
Del Escudo de Armas
Artículo 8. El Escudo de Armas de la República Bolivariana de Venezuela llevará en su campo los colores de la Bandera Nacional en tres cuarteles: El cuartel de la izquierda de quien observa será rojo y contendrá la figura de un manojo de mieses, con tantas espigas como estados tenga la República Bolivariana de Venezuela, como símbolo de la unión y de la riqueza de la Nación.
El cuartel de la derecha de quien observa será amarillo y como emblema del triunfo figurarán en él una espada, una lanza, un arco y una flecha dentro de un carcaj, un machete y dos banderas nacionales entrelazadas por una corona de laurel.
El tercer cuartel será azul, ocupará toda la parte inferior del Escudo de Armas y en él figurará un caballo blanco indómito, galopando hacia la izquierda de quien observa y mirando hacia delante, emblema de la independencia y de la libertad; adoptándose para tal efecto la figura del caballo contenido en el Escudo de la Federación, de fecha 29 de julio de 1863.
El Escudo de Armas tendrá por timbre, como símbolo de la abundancia, las figuras de dos cornucopias entrelazadas en la parte media, dispuestas horizontalmente, llenas de frutos y flores tropicales y en sus partes laterales las figuras de una rama de café a la izquierda de quien observa y de una rama de caña de azúcar a la derecha de quien observa, atadas por la parte inferior del Escudo de Armas con una cinta con el tricolor nacional. En la franja azul de la cinta se pondrán las siguientes inscripciones en letras de oro: a la izquierda de quien observa “19 de Abril de 1810", "Independencia", a la derecha de quien observa, "20 de Febrero de 1859", "Federación", y en el centro "República Bolivariana de Venezuela".
Artículo 9. El Escudo de Armas deberá colocarse en puesto de honor en todas las oficinas públicas nacionales, estadales y municipales, y en las instalaciones de la Fuerza Armada Nacional.
Artículo 10. El Escudo de Armas de la República Bolivariana de Venezuela se usará en la correspondencia y publicaciones oficiales de los Poderes Públicos Nacionales, Estadales y Municipales y en los demás casos en que lo especifique el Reglamento de esta Ley.
Capítulo IV
Del Himno Nacional
Artículo 11. El Himno Nacional de la República Bolivariana de Venezuela es el canto patriótico conocido con el nombre tradicional de "Gloria al Bravo Pueblo".
Artículo 12. El Himno Nacional deberá ser interpretado en las siguientes ocasiones:
1. Para tributar honores a la Bandera Nacional.
2. Para rendir homenaje al Presidente de la República.
3. En los actos oficiales de solemnidad.
4. En los actos públicos que se lleven a efecto en los estados de la República para la
conmemoración de las fechas históricas de la Patria.
5. En los casos que prevean otras leyes de la República.
6. En aquellos actos que determine el Reglamento de la presente Ley.
Artículo 13. Todo venezolano o venezolana, extranjero o extranjera podrá interpretar el Himno Nacional diariamente, siendo obligatoria su entonación en aquellos días y condiciones señalados en esta Ley y su Reglamento.
Capítulo V
De las Sanciones
Artículo 14. Quienes no cumplan con las disposiciones contempladas en el artículo 4 de esta Ley, serán sancionados con multa de cinco unidades tributarias (5 U.T.) a diez unidades tributarias (10 U.T.).
Artículo 15. Quienes no cumplan con las disposiciones contempladas en el artículo 5 de esta Ley, serán sancionados con multas de cinco unidades tributarias (5 U.T.) a diez unidades tributarias (10 U.T.).
Artículo 16. Quienes no cumplan con las disposiciones contempladas en los artículos 8 y 9 de esta Ley, serán sancionados con multas de diez unidades tributarias (10 U.T.) a veinte unidades tributarias (20 U.T.).
Artículo 17. El que de cualquier manera y de forma premeditada destruya, irrespete o dé uso indebido a los Símbolos Patrios, será sancionado de la manera siguiente:
De veinte unidades tributarias (20 U.T.) a cuarenta unidades tributarias (40 U.T.) si son destruidos parcial o totalmente.
De diez unidades tributarias (10 U.T.) a veinte unidades tributarias (20 U.T.) si son irrespetados.
De cinco unidades tributarias (5 U.T.) a diez unidades tributarias (10 U.T.) si son utilizados indebidamente.
El Reglamento de esta Ley fijará las condiciones de uso y la forma en que deben respetarse los Símbolos Patrios.
Disposiciones Transitorias
Primera. Los Poderes Públicos Nacionales, Estadales y Municipales deberán adecuar a las disposiciones de la presente Ley, de manera progresiva y en la medida en la cual se agoten las existencias, la correspondencia y publicaciones oficiales que utilizan los Símbolos Patrios de la República Bolivariana de Venezuela en un plazo máximo de cinco años.
Segunda. Mantendrán plena validez y vigencia las especies monetarias, los sellos, membretes y especies fiscales que se encuentren en circulación al momento de entrada en vigencia de la presente Ley, cuyos estampados y diseños se ajusten a los parámetros establecidos en la Ley de Bandera, Escudo e Himno Nacionales, sancionada en fecha 10 de febrero de 1954 y publicada en la Gaceta Oficial de la República de Venezuela Nº 24.371 de fecha 17 de febrero de 1954, hasta tanto las mismas no sean retiradas de circulación o sustituidas por la autoridad competente.
Tercera. El Banco Central de Venezuela en consideración a la necesidad de efectuar las adecuaciones necesarias a sus sistemas técnicos de producción de especies monetarias podrá poner en circulación nuevas especies monetarias con el Escudo de Armas cuyos diseños se correspondan con los parámetros establecidos en la Ley de Bandera, Escudo e Himno Nacionales, sancionada en fecha 10 de febrero de 1954 y publicada en la Gaceta Oficial de la República de Venezuela Nº 24.371 de fecha 17 de febrero de 1954, hasta por un período de cinco años contados a partir de la entrada en vigencia de la presente Ley.
Cuarta. El Ejecutivo Nacional, a través del Ministerio del Interior y Justicia, queda autorizado para reglamentar la forma, dimensiones y usos de todos los Símbolos Patrios, Bandera Nacional, Escudo de Armas e Himno Nacional, por parte de las instituciones públicas, privadas y el pueblo en general; así como también la posición, tamaño y jerarquía que, según el protocolo, debe tener la Bandera Nacional cuando haya otras banderas presentes. Igualmente reglamentará las formas, dimensiones y usos que tendrán los estandartes, emblemas e insignias que lleven los colores de la Bandera Nacional, así como cualquier otro uso de ellos en condecoraciones e insignias.
Este Reglamento deberá ser dictado dentro de los seis meses siguientes a la publicación de esta Ley en la Gaceta Oficial de la República Bolivariana de Venezuela.
Quinta. Las banderas, estandartes, emblemas e insignias de la Fuerza Armada Nacional se regirán, en cuanto a forma, usos y dimensiones, por las leyes y reglamentos militares. Una vez publicada en la Gaceta Oficial de la República Bolivariana de Venezuela la presente Ley, las leyes y reglamentos militares deberán adecuarse a los cambios.
Sexta. Se mantendrán los Escudos de Armas existentes en aquellos edificios declarados monumentos histórico-artísticos. Igualmente se mantendrán en aquellos monumentos, edificios o construcciones de cuya ornamentación formen parte sustancial o cuya estructura pudiera quedar dañada al efectuar su separación.
Séptima. De conformidad con la nueva representación de los Símbolos Patrios, los estados y municipios de la República Bolivariana de Venezuela que mantengan en su simbología elementos de los símbolos nacionales, dispondrán de cinco años para adecuar sus emblemas de acuerdo con lo establecido en la presente Ley.
Disposiciones Derogatoria
Única. Se deroga la Ley de Bandera, Escudo e Himno Nacionales, sancionada en fecha 10 de febrero de 1954 y publicada en la Gaceta Oficial de la República de Venezuela Nº 24.371 de fecha 17 de febrero de 1954.
Disposiciones Final
Única. Esta Ley entrará en vigencia el día de su publicación en la Gaceta Oficial de la República Bolivariana de Venezuela.
Dada, firmada y sellada en el Palacio Federal Legislativo, sede de la Asamblea Nacional, en Caracas a los siete días del mes de marzo de dos mil seis. Año 195º de la Independencia y 147º de la Federación.
Nicolás Maduro Moros
Presidente de la Asamblea Nacional
Desirée Santos Amaral
Primera Vicepresidente
Roberto Hernández
Segundo Vicepresidente
Iván Zerpa Guerrero
Secretario
Dado en Caracas, a los nueve días del mes de marzo de dos mil seis, años 195° de la Independencia y 147° de la Federación.
Ejecútese (L.S)
HUGO CHÁVEZ FRÍAS
Presidente Ejecutivo
Refrendado
José Vicente Rangel
Vicepresidente Ejecutivo
Refrendado
Los Ministros
Gaceta Oficial N°38.394 del 9 de marzo de 2006.

## Evolución del Escudo de Armas

Capitanía General de Venezuela (1591-1819)
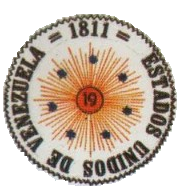
Sello de la Primera República (1811-1812)
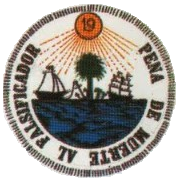
2.° sello de la Primera República (1811-1812)
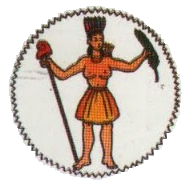
3.° sello de la Primera República (1811-1812)
Primera República de Venezuela (1811)
Primera República de Venezuela (1812)
Gran Colombia (1819-1821)
Gran Colombia (1821)
Gran Colombia (1821-1830)
Estado de Venezuela (1830-1836)
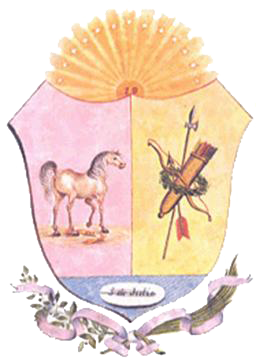
Estado de Venezuela (1834-1836)
Estado de Venezuela (1836-1863)
Estado de Venezuela / Estados Unidos de Venezuela (1863-1864)
Estados Unidos de Venezuela (1864-1871)
Estados Unidos de Venezuela (1871-1905)
Estados Unidos de Venezuela (1905-1911)
Estados Unidos de Venezuela (1911-1930)
Estados Unidos de Venezuela (1930-1953) y República de Venezuela (1954)
República de Venezuela (1954-2006)
República Bolivariana de Venezuela (2006-actualidad)